# Agnes Mary Frances Robinson
Agnes Mary Frances Robinson (férjezett nevén Agnes Mary Frances Duclaux) (Leamington, 1857. február 27. – Aurillac, 1944) angol költő, író.
Mary Robinson a 19. század második felének, a 20. század elejének kevéssé ismert alkotója. Bár Angliában született, s a szigetországot mindig is hazájának tekintette, élete és házasságai Franciaországhoz kötötték. A korabeli angol és francia irodalmi-tudományos élet számos nagyságával tartott fenn személyes kapcsolatot. Nosztalgikus hangulatlíráját, romantikus életképeit a korabeli kritika általában kedvező fogadtatásban részesítette, s kismonográfiái – mint például a Victor Hugóról írott életrajzi műve – pozitív visszhangot váltottak ki felsőbb tudományos körökben is.
Oh ! for the wings of a dove ! 

To fly far away from my own soul,

Reach and be merged in the vast whole

heaven of infinite love !
Oh ! that I were as the rain

To fall and be lost in the great sea

One with the waves till the drowned me

Might not be severed again.
Infinite arms of the air

Surrounding the stars and without strife 

Blending our life with their large life

Lift me and carry me there!

## Korai évek

### Neveltetés
Mary Robinson az angliai Warwickshire megye Leamington nevű városában született, George T. Robinson, egy jómódú építész elsőszülött gyermekeként. A család később Londonba költözik, s londoni otthonuk Ruth Holmes szerint "mindig nyitva állt a preraffaelita mozgalomhoz tartozó festők és írók előtt". Robinsonék Gower Street-i műkedvelő irodalmi szalonjában találkozott először a viktoriánus angol irodalom két nagy alakja, Walter Pater és az ír származású George Moore, akivel Robinson egészen az író 1933-ban bekövetkezett haláláig szoros kapcsolatban maradt. Moore, Daniel Halévy elbeszélése szerint egyszer kijelentette: "Komolyan azt hiszem, hogy Mary az egyetlen nő, akit igazán szerettem". De barátjaként tarthatta számon a már idős Robert Browningot is, akiről 1922-ben egy kisebb monográfiát adott ki.

### Addigton Symonds és Vernon Lee

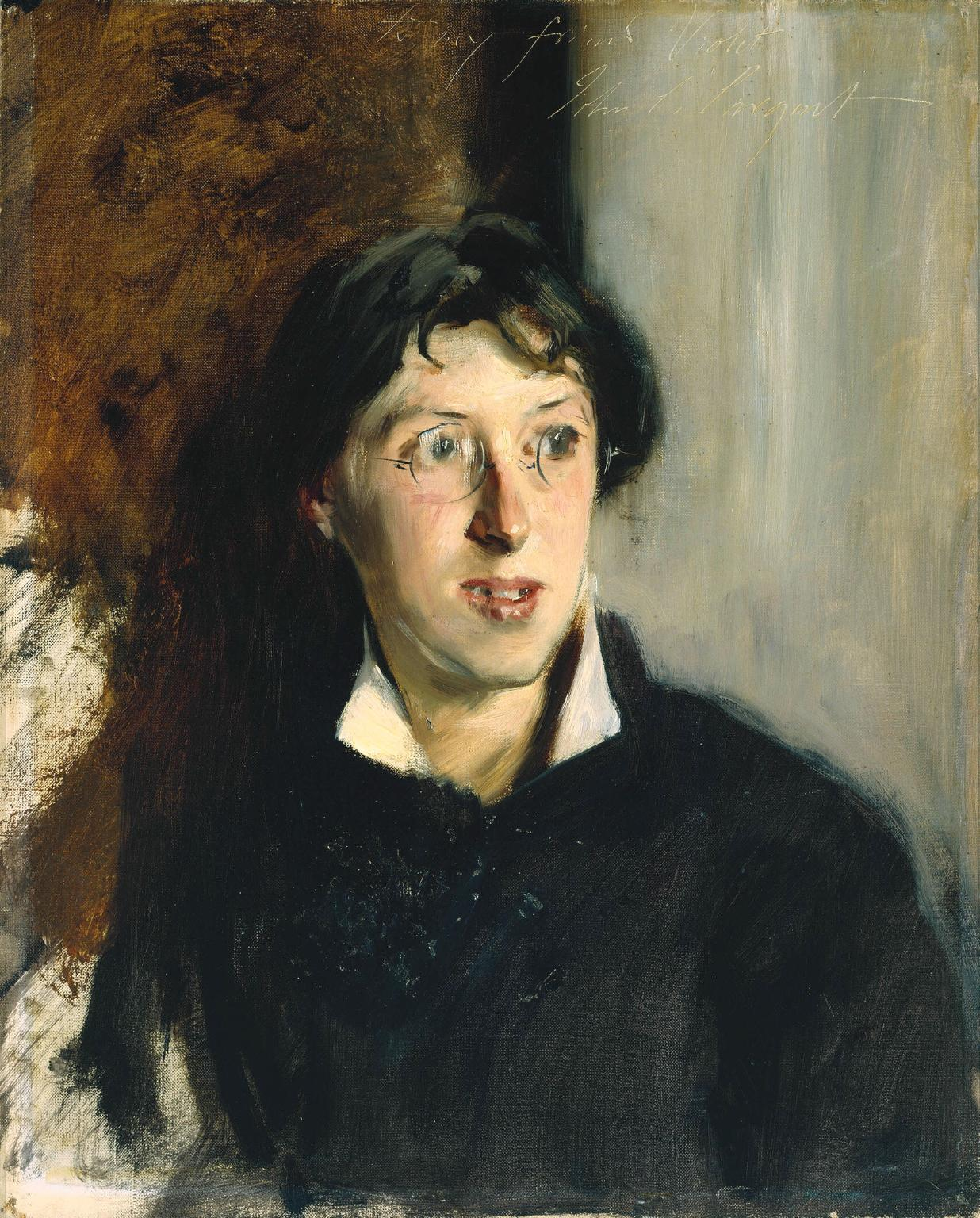
John Singer Sargent festménye

Életének első szakaszát két személyiség határozza meg. 1876-ban találkozik a művészettörténész, kritikus, költő John Addington Symondsszal, akivel osztozott a klasszika-filológia iránti érdeklődésben – Robinson a londoni egyetemen az ógörög nyelvet és irodalmat tanulmányozta – s akivel néhány éven keresztül, de leginkább 1879 és 1880 között élénk levelezést folytatott. Szintén az 1880-as évek elején kötött ismeretséget itáliai útja során a ma leginkább érzelmes szellemtörténeteiről ismert, Vernon Lee álnéven író Violet Paget-tel. A Lee és Robinson között kialakuló viszony 1888-ig, Robinson Darmesteterrel való házasságkötéséig tartott, s kölcsönös látogatásokban, gyakori levélváltásban, s a kapcsolat ihlette irodalmi tevékenységben csúcsosodik ki.
Vernon Lee és Mary Robinson ifjúkori szoros összetartozása szinte legendaszámba ment a Firenzében töltött években. Olyannyira, hogy Anatole France, aki szintén ott találkozik velük, név szerint is említi a párost az 1894-ben megjelent, A vörös liliom című kisregényében, s az egyik szereplő, Vivian Bell, a Firenze mellett élő, francia nyelven verselő angol költőnő alakját minden kétséget kizáróan nagyrészt Robinson és Lee személyiségéből gyúrja egybe. Bár tudjuk, hogy France nagyra értékelte Robinsont mind költői, mind történészi tevékenységét illetően, A vörös liliom Miss Bellje vonásaiban kissé karikatúraszerűre sikeredett. Erről Robinson maga számol be Lee-nek, a regény megjelenése után, egy levelében:
„Úgy tűnik, hogy Miss Vivian Bell személye a maga házának, s kissé nevének, […] valamint az én verseimnek, s kijelentéseimnek bizarr egyvelegeként jött létre. Úgy érzem, elég nevetségesen kijátszottak.”

### Az első művek
Első, 1878-ban A Handful of Honeysuckle címmel megjelent, a kritikusok körében is meglehetős sikert kiváltott verseskötete után az 1880-tól házasságkötéséig tartó időszak irodalmilag termékeny korszaknak mondható, szinte évente jelentkezik új önálló kötettel. 1881-ben első verseskötetének kiadója, Kegan Paul kiadja görög drámafordítását, Euripidész: A megkoronázott Hippolytus-át, s 1883-ban jelenik meg – elég hamar bukásra ítélt – két kötetes regénye Arden címen. Ekkor jelenik meg az Emily Brontëvel foglalkozó írása is, The Life of Emily Brontë (1883; 1889). Ezt követi két verseskötet, The New Arcadia and Other Poems (1884; 1890), An Italian Garden (1886; 1897; 1908), majd egy történelmi témájú munka Margaret of Angoulême, Queen of Navarre (1886; 1887), s végül egy verseskötet Songs, Ballads and a Garden Play (1888).
A romantikus kép-, és érzésvilág mindig is alapvető hatással volt Robinson költészetére. Egy verseskötet erejéig azonban megpróbálkozott a tizenkilencedik század második felében kibontakozó preraffaelita mozgalom szellemében írni. A mozgalom neves alapítói közül Dante Gabriel Rossetti személyre szóló tanáccsal és kritikai észrevételeivel segítette a fiatal költőt. The New Arcadia (1884) című kötete ennek eredményeként született meg, s ebben megkísérli, hogy a társadalomkritika hangján szóljon.
A századvégi kritika azonban nem fogadta túl lelkesen a Robinsontól szokatlan hangot. Talán ez is közrejátszik abban, hogy következő kötetében An Italian Garden: A Book of Songs (1886) visszatér a pásztori idillek nosztalgikus világához.

## Második szakasz: szerelem és asszonyi kiteljesedés

### Házassága James Darmesteterrel
1887-ben ez a művészileg igen aktív, s a fiatalság gondtalanságával és szabadságával megáldott korszak végleg lezárul, s elkezdődik az a hat év, ami igen hosszú hátralevő életén kitörölhetetlen nyomot hagy.
Robinson az 1880-as évek végén ismerkedik meg a francia orientalista James Darmesteterrel, aki 1887-ben levélben kér tőle engedélyt az Italian Garden című kötet lefordítására. Darmesteter ekkor már, 38 évesen, a Collège de France-ban a perzsa nyelv és irodalom professzora. A zoroasztriánus vallással és az afgán népi költészettel kapcsolatos indiai tanulmányútja során kerül kezébe Robinson kötete, s a verseken keresztül a költő személyisége is felkelti érdeklődését. A fordításkötet 1888-ban jelenik meg Poésies címmel Lemerre kiadásában.
Európába visszatérve Darmesteter látogatást tesz Robinsonnál, s szinte azonnal el is jegyzik egymást. A család s a barátok élénk tiltakozása, s Henry James személyes beavatkozása ellenére – Darmesteter ugyanis vallásos zsidó családból származott, s a testi növekedésben is visszamaradott volt – Robinson kitart a közös elhatározás mellett.
A Darmesteter iránt való feltétlen és rajongó elkötelezettség nemcsak a családtagokat érte váratlanul, s váltott ki belőlük ellenérzéseket, hanem Vernon Lee-t is, aki ideg-összeroppanást kapott az eljegyzésről szóló hír hallatán, mert nem tudta elhinni, hogy "legkedvesebb barátnője s szerelme valaha is elképzelhetőnek tarthatta a házasságot", mivel hite szerint "Robinson túl törékeny s idegileg túlfeszített egy heteroszexuális kapcsolathoz".

### Párizsi évek
Robinson, a hazájában testi defektusa ellenére is nagyra becsült, s elismert Darmesteter révén azonnal bekerült a párizsi tudományos társasági élet vérkeringésébe. Párizsban csodálatos gyorsasággal illesztette be életébe férje baráti körét, melybe olyan tudósok tartoztak, mint a történész Gaston Paris, a korában igen nagy hatású történész-filozófus Hippolyte Taine vagy a filozófus-író Ernest Renan, akiről 1898-ban Robinson angol s francia nyelven biográfiát jelentet meg. Az elkövetkező években, egészen 1901-ig, történeti-irodalomtörténeti munkákkal jelentkezik, s az előző korszak költői termékenységével ellentétben alig ad ki verset. A Lyrics című 1891-es válogatás mellett, egyetlen, új verseket tartalmazó kötete 1893-ban jelenik meg Retrospect and Other Poems címmel.

## Harmadik szakasz: nosztalgia és emlékezés

### Új lendület: franciaországi évei Darmesteter halála után
Robinson nehezen megszerzett boldogsága azonban nem tarthatott sokáig. James Darmesteter 1894 októberében, mindössze 45 évesen, rövid betegség után elhunyt Maisons-Laffitte-ben. Robinson csak lassan és nehezen heveri ki férje hirtelen elvesztését. Nem eszik, a fájdalom teljesen megbénítja, a mindennapokat automatizmusokban éli, s csak a barátok kitartó támogatása – elsősorban az író-esszéista Daniel Halévy családja – s a munka hozza ismét vissza az életbe.
Robinson nőként, eltartó nélkül, a 19. század végén nehéz anyagi helyzetbe kerül, mégsem tér vissza Angliába, hanem Franciaországban marad, s újra munkához lát. Cikkeket ír a Revue de Paris című folyóiratnak, anyagot gyűjt az Ernest Renan életéről szóló munkához, s kiadás alá rendezi James Darmesteter két esszékötetét, melyek 1895-ben és 1896-ban jelennek meg. Mindkettőhöz előszót ír, melyekben szeretettel emlékezik meg elvesztett férjéről. Versei jelennek meg különböző folyóiratokban, s 1901-ben napvilágot lát The Collected Poems című kötete. A verseskötet ajánlásában Darmesteter emlékének adózik – “To the memory of James Darmesteter. Amori et Dolori Sacrum”.

### Második házasság

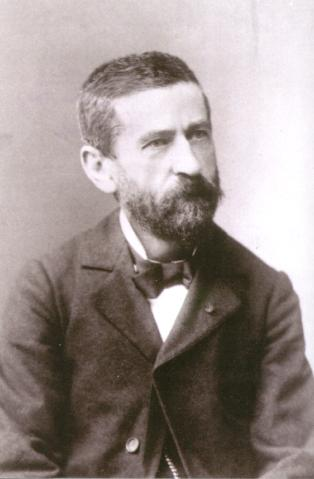
Émile Duclaux

1901-ben férjhez megy Émile Duclaux-hoz, a Pasteur Intézet akkori igazgatójához, aki ebben a pozícióban magát Pasteurt követte, s akit a Dreyfus-ügy kapcsán ismert meg. Ez a házassága sem volt hosszú életű. Duclaux-t háromévi házasság után, 1904-ben veszíti el.  Második férje halála után annak első házasságából származó fiai karolják fel Robinsont, aki ettől kezdve sok időt tölt a család auvergne-i birtokán, Aurillac-ban. Cantal megye hegyei és vadregényes szépsége megigézi a természetért amúgy is rajongó költőnőt, s egy kis kötet születik az itt tapasztalt élmények hatására. A kötet The Return to Nature címmel lát napvilágot, s Robinson Émile Duclaux-nak ajánlja: "In memoriam Émile Duclaux who died suddenly May 3rd, 1904".
Az 1900-as évek elején kezd levelezni Maurice Barrès-szel, s bár nem osztja annak radikális nézeteit, levelezésük egészen Barrès 1923-ban bekövetkező haláláig tart.

## Utolsó évek
1923-ban megjelenik Images and Meditations című kötete, mely az  Awakening (Ébredés) című vers összegző soraival zárul: „Glad to be old, half-blind, a foreigner here, and a widow, / Since I have known (thank God) all I remember and keep.”
1939-ben, a háború kitörésekor Duclaux fiai a nyolcvanas éveiben járó Robinsont Aurillac-ba viszik, ahol élete hátra lévő öt évét szürkehályogtól elhomályosult szemmel, de biztonságban tölthette.

## Művei

### Versek
- A Handful of Honeysuckle, 1878
- The New Arcadia, 1884
- An Italian Garden: A Book of Songs, 1886
- Songs, Ballads and a Garden Play, 1888
- Poésies, 1888
- Lyrics, 1891
- Retrospect and other poems, Fisher Unwin, London, 1893
- The Collected Poems, Lyrical and Narrative of Mary Robinson. T. Fisher Unwin, London, 1901
- Mary Duclaux: The Return to Nature. Songs and Symbols. Chapman and Hall, 1904
- Images and Meditations, T. Fisher Unwin, London, 1923

### Egyéb művek
- A megkoronázott Hippolytus, 1881
- Arden, 1883
- Life of Emily Brontë, 1883
- Margaret of Angoulême, Queen of Navarre, 1886
- J. Darmesteter: Critique et politique, Avant-propos (Paris,  Calmann Lévy, 1895)
- J. Darmesteter: Nouvelles études anglaises. Avant-propos de Madame James Darmesteter (Paris, Calmann-Lévy, 1896)
- La vie d’Émile Duclaux, 1907
- Barrès-szel való levelezése : Lettres échangées, Gasset, Paris, 1959